# Kalliope Austria: Ženy ve společnosti, v kultuře a ve vědě
Kalliope Austria: Ženy ve společnosti, v kultuře a ve vědě (Kalliope Austria: Frauen in Gesellschaft, Kultur und Wissenschaft) je putovní výstava o významných rakouských ženách, které spoluutvářely a obohacovaly život a dějiny Rakouska. Výstavu připravilo v roce 2015 rakouské Spolkové ministerstvo pro evropské a mezinárodní záležitosti (Bundesministerium für Europa, Integration und Äußeres) a putovala po Rakouských kulturních centrech. V době epidemie covidu byla zpřístupněna i její on-line verze a to v těchto jazycích: němčina, angličtina, polština, francouzština, portugalština, španělština, srbština, chorvatština a čeština.

## Části výstavy

### Počátky a touha po svobodě: Vzpoura žen v období biedermeieru
- Marie Leopoldina Habsbursko-Lotrinská, brazilská císařovna (1797–1826)
- Ida Pfeiffer, autorka cestopisů (1797–1858)
- Karoline von Perin, průkopnice rakouského hnutí za práva žen (1806–1888)
- Fanny von Arnstein, hostitelka salonu a společnice (1758–1818)
- Therese Krones, herečka a zpěvačka (1801–1830)

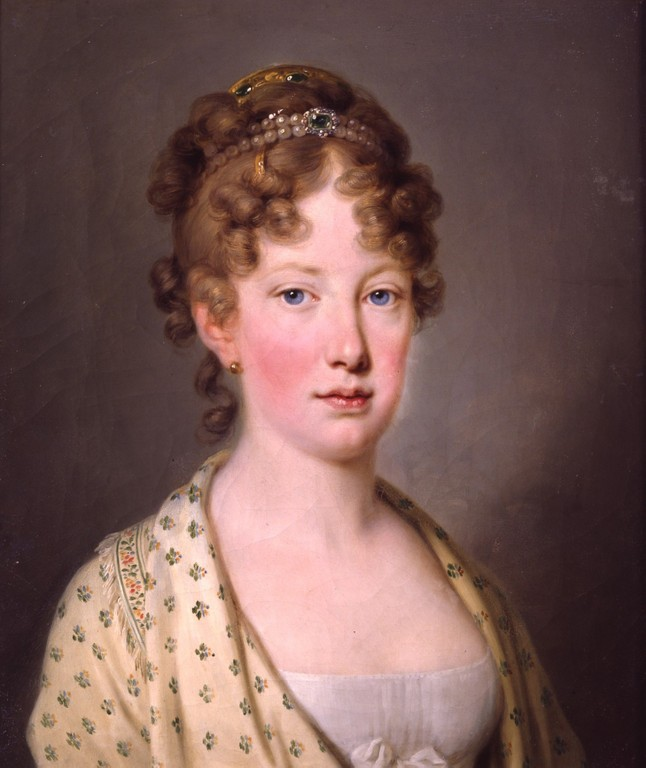
Leopoldina, brazilská císařovna
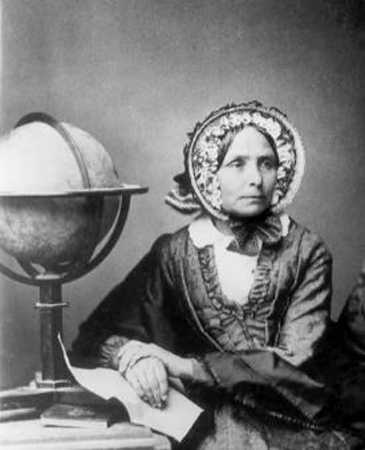
Ida Pfeiffer
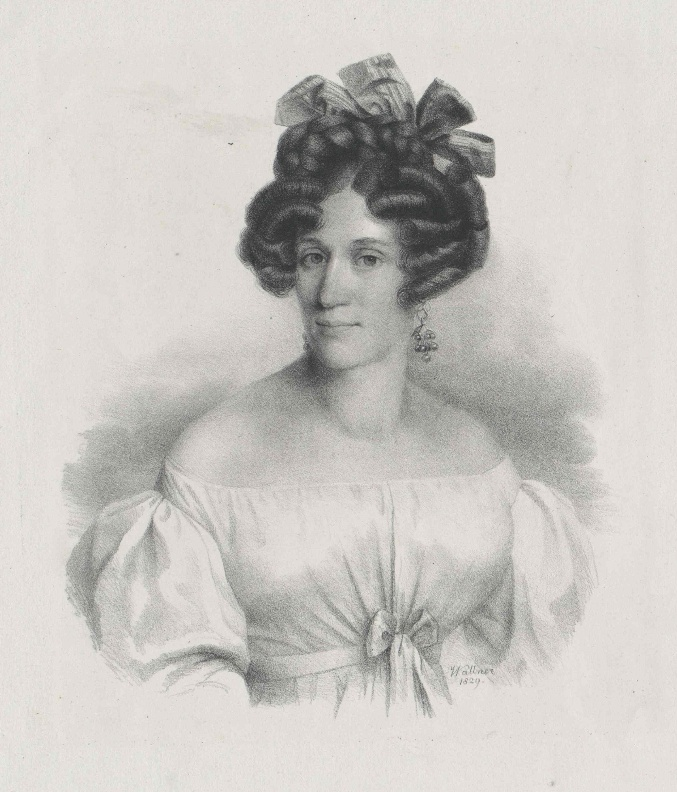
Karoline von Perin
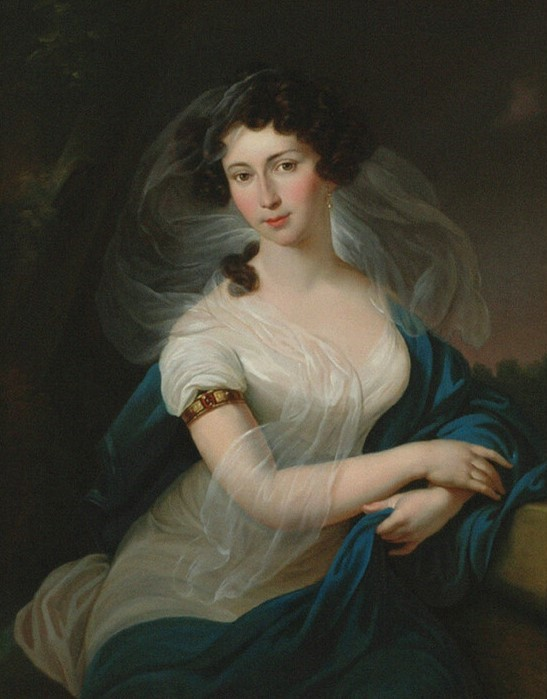
Fanny von Arnstein
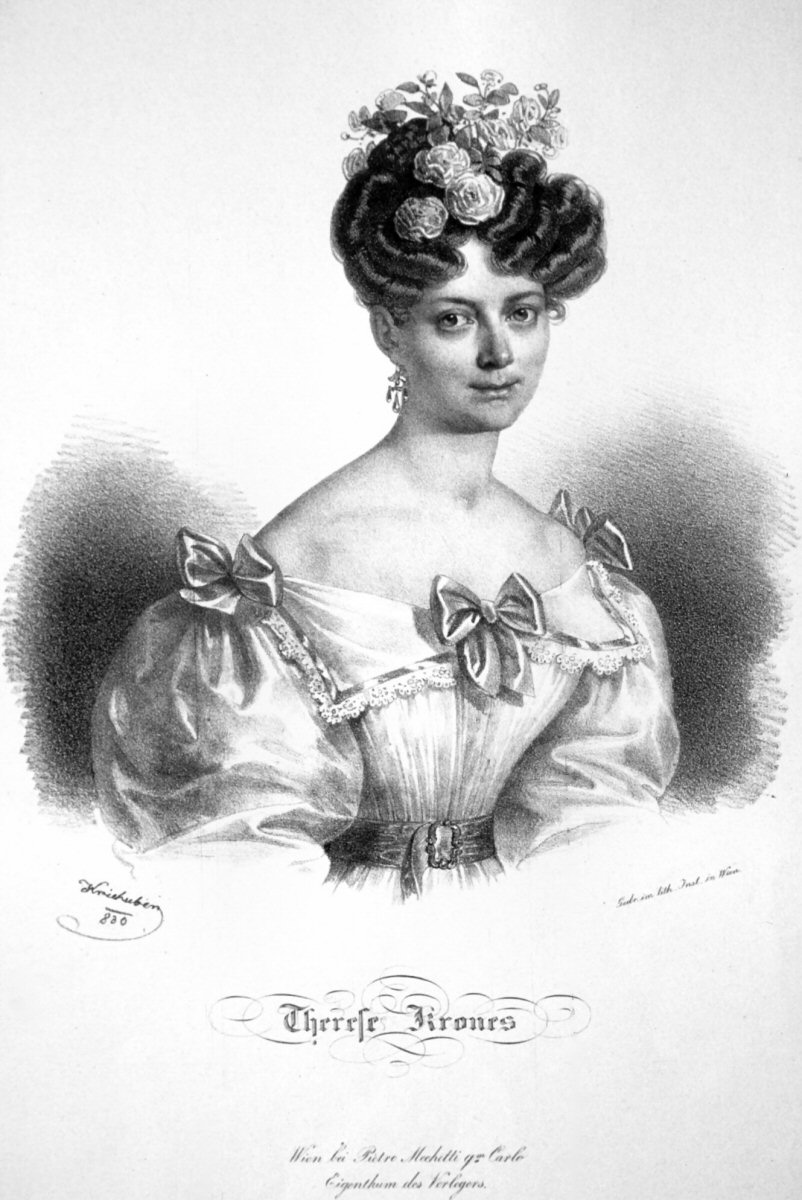
Therese Krones

### Pryč se šněrovačkami: Skrývání a osvobození ženského těla
- Rosa Mayreder, umělkyně, bojovnice za práva žen (1858–1938)
- Emilie Flöge, módní návrhářka (1874–1952)
- Bertha von Suttnerová, spisovatelka a mírová aktivistka (1843–1914)
- Clara Sperlich-Tlučhoř, pedagožka (1865–1951)[p 1]

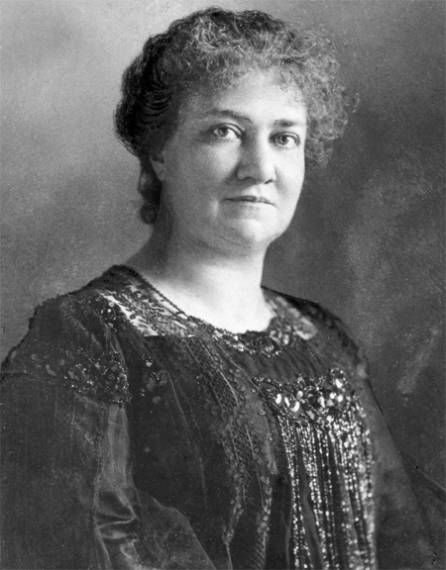
Rosa Mayreder
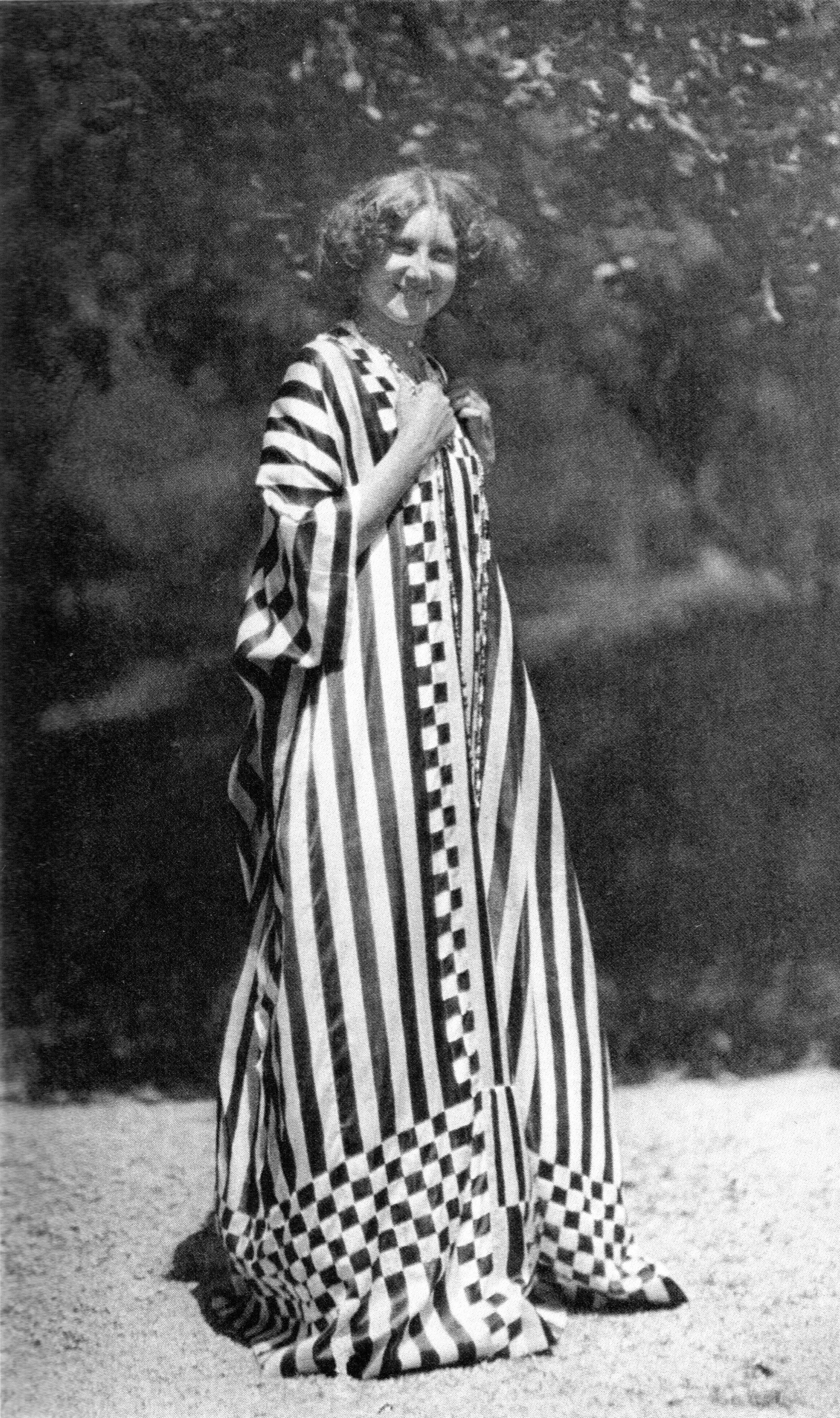
Emilie Flöge
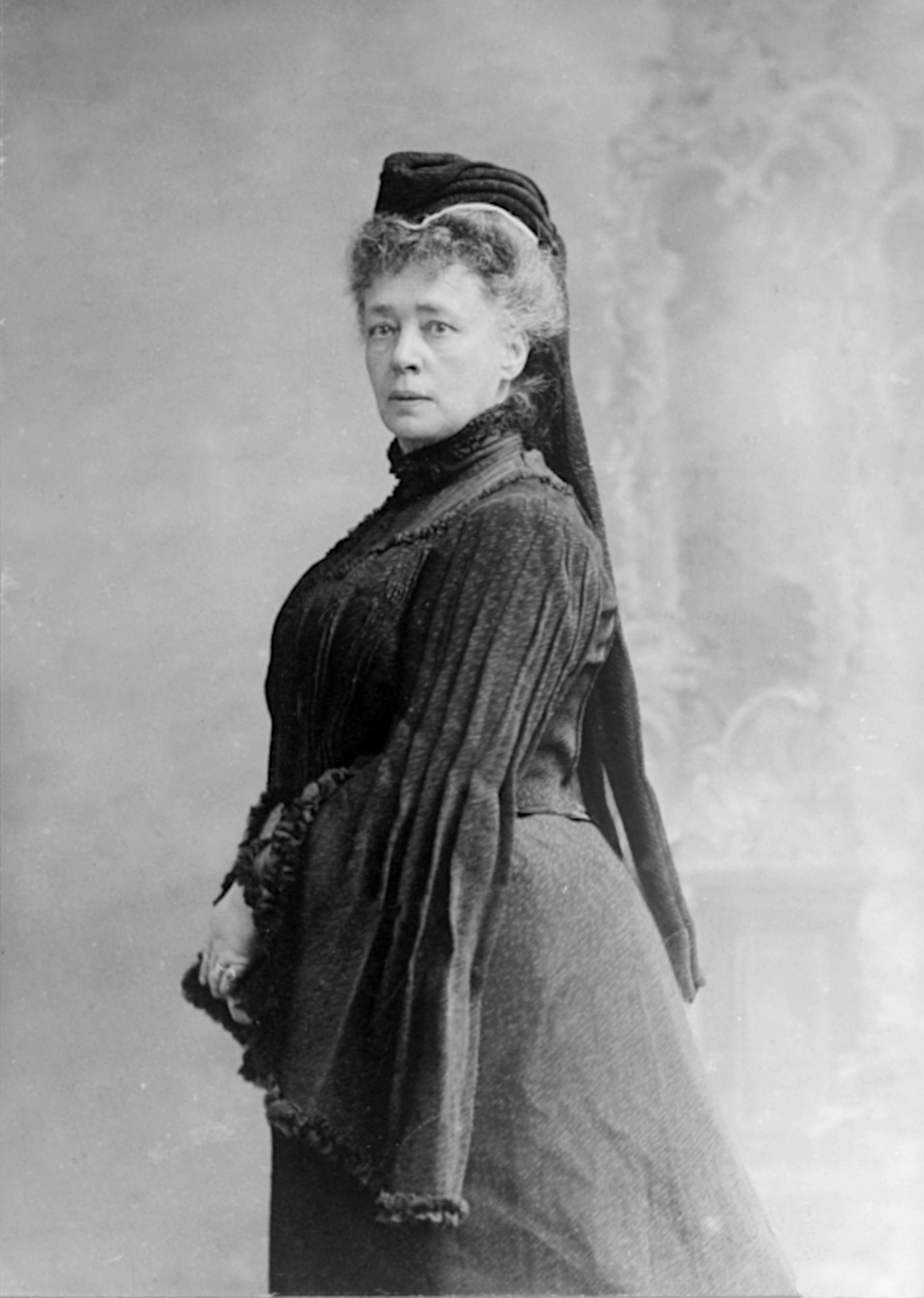
Bertha von Suttner

### Konec pouhým múzám: Aktivní role žen v životě i v umění
- Lina Loos, herečka, fejetonistka (1882–1950)
- Grete Wiesenthal, tanečnice (1885–1970)
- Tina Blau, malířka (1845–1916)
- Hedy Lamarrová, herečka a vynálezkyně (1914–2000)
- Alma Mahler-Werfel, hudební skladatelka a hostitelka salonu (1879–1964)

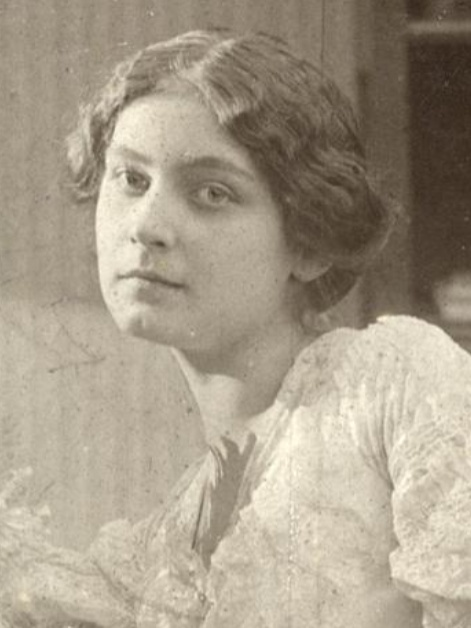
Lina Loos
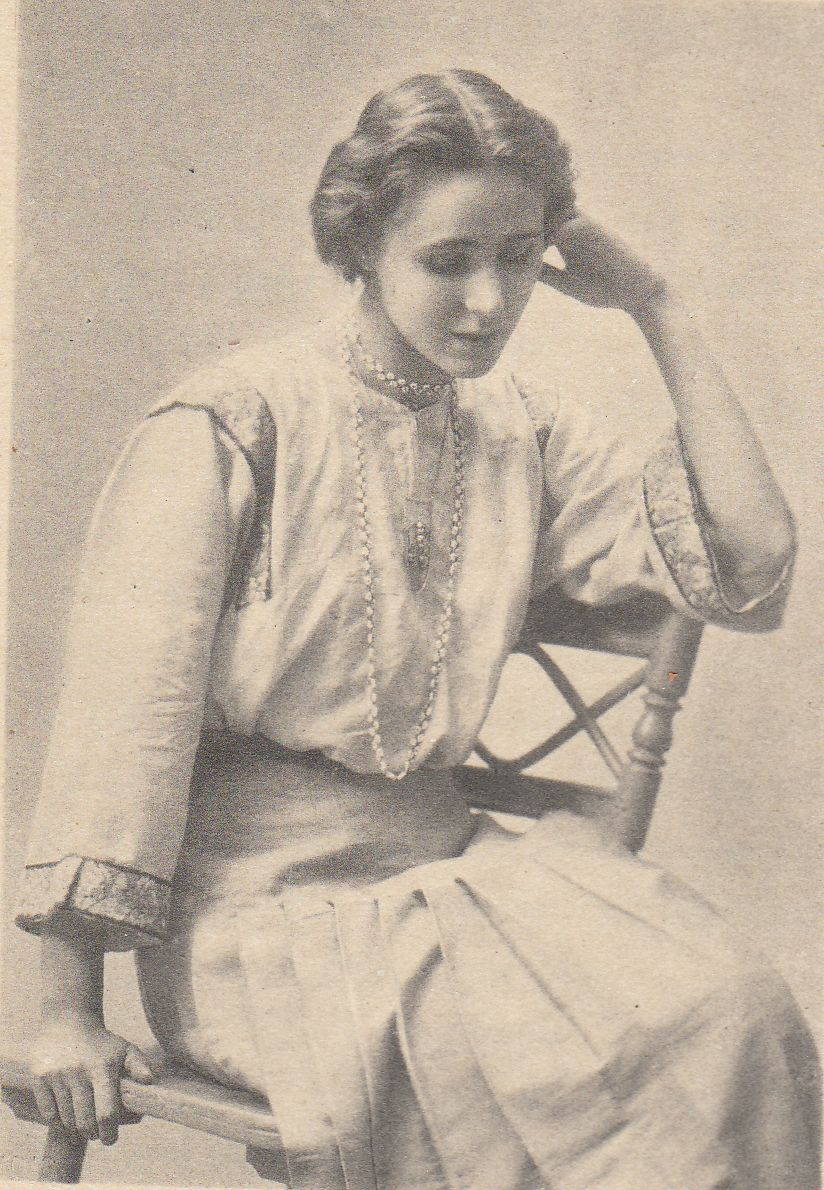
Grete Wiesenthal
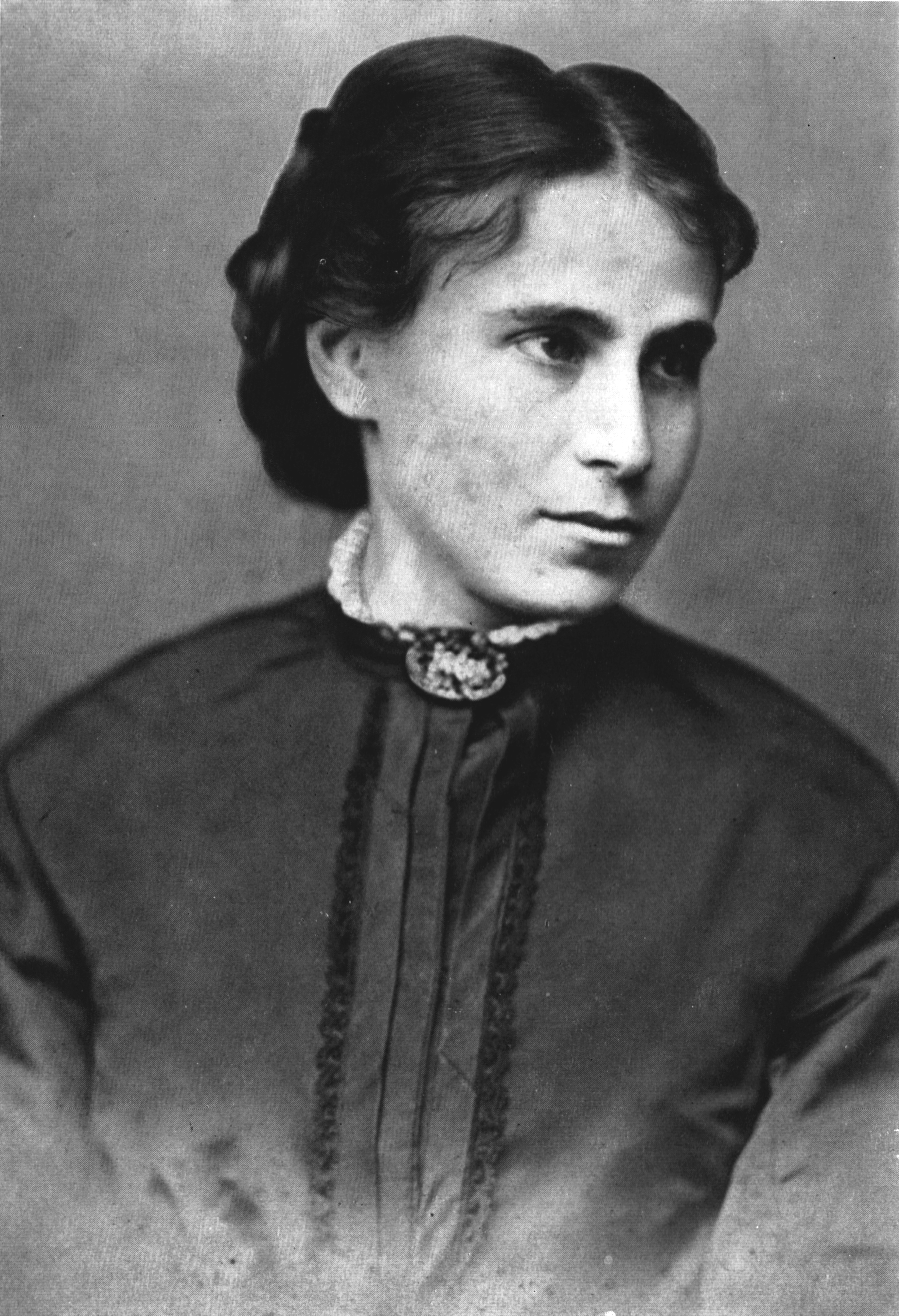
Tina Blau
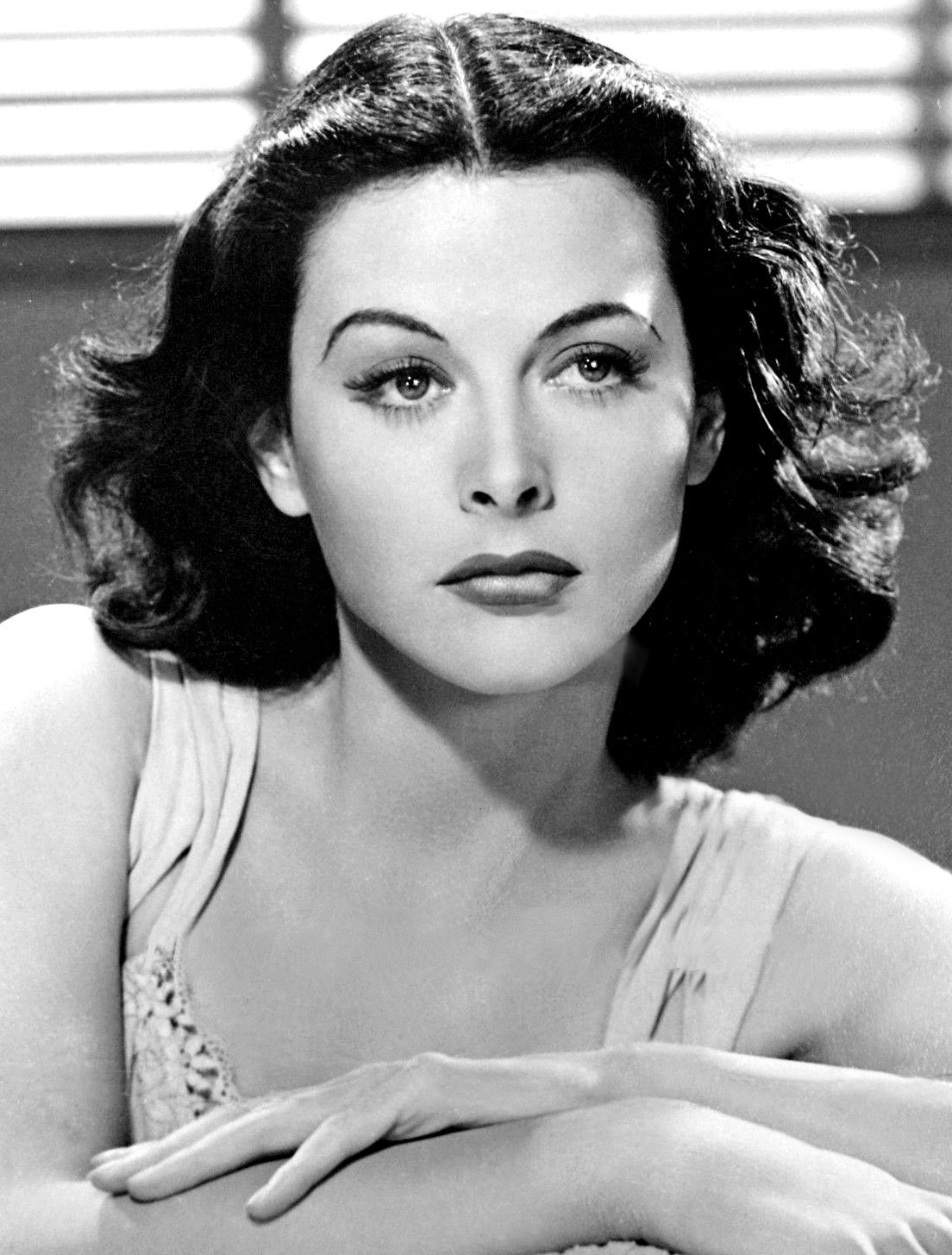
Hedy Lamarrová
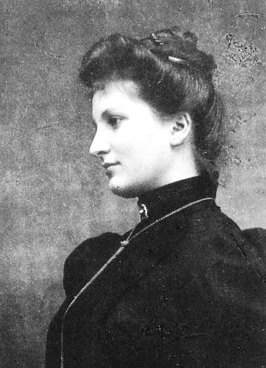
Alma Mahler-Werfel

### Boj za přístup ke vzdělání: maturita i pro dívky
- Eugenie Schwarzwaldová, ředitelka školy (1872–1940)
- Iduna Laube, bojovnice za práva žen (1808–1879)
- Olga Prager, malířka (1872–1930)
- Marie Schwarz, pedagožka a politička (1852–1920)
- Bertha Pappenheim, bojovnice za práva žen a sociální pracovnice (1859–1936)

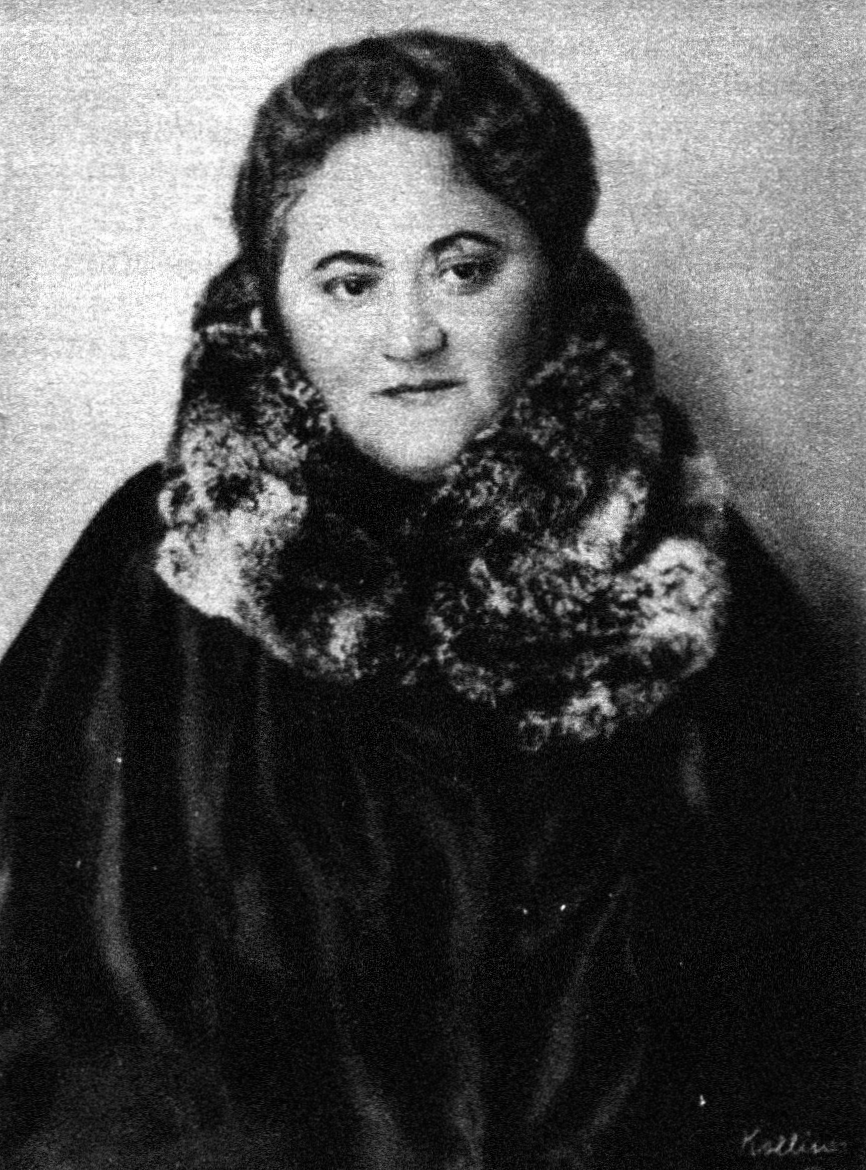
Eugenie Schwarzwaldová
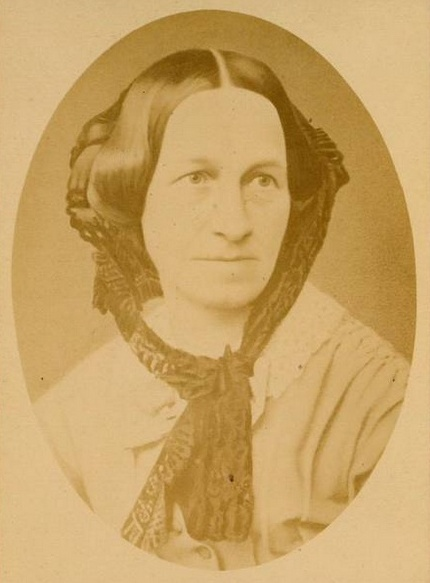
Iduna Laube
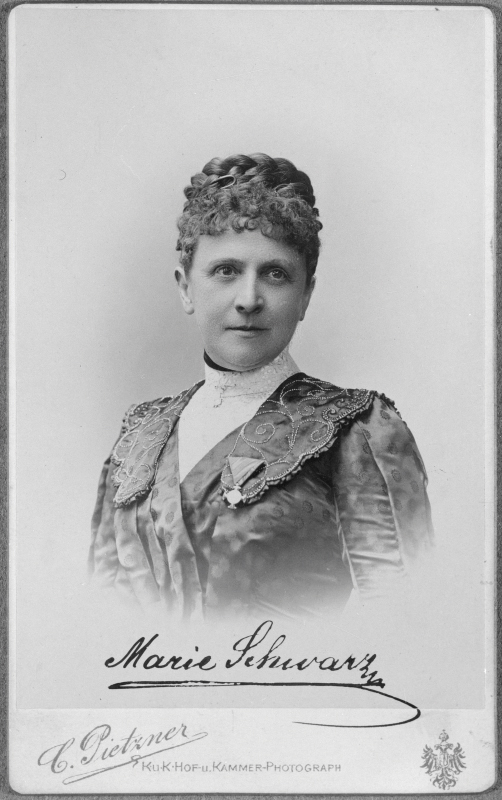
Marie Schwarz
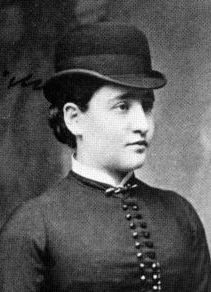
Bertha Pappenheim

### Věda je pro ženy: Významné kroky ze stínu mužů
- Lise Meitnerová, vědkyně v oboru fyziky (1878–1968)
- Marie Jahodová, vědkyně v oboru sociálních věd (1907–2001)
- Elise Richter, romanistka a univerzitní profesorka (1865–1943)
- Käthe Leichter, socioložka a sociálně demokratická politička (1895–1942)

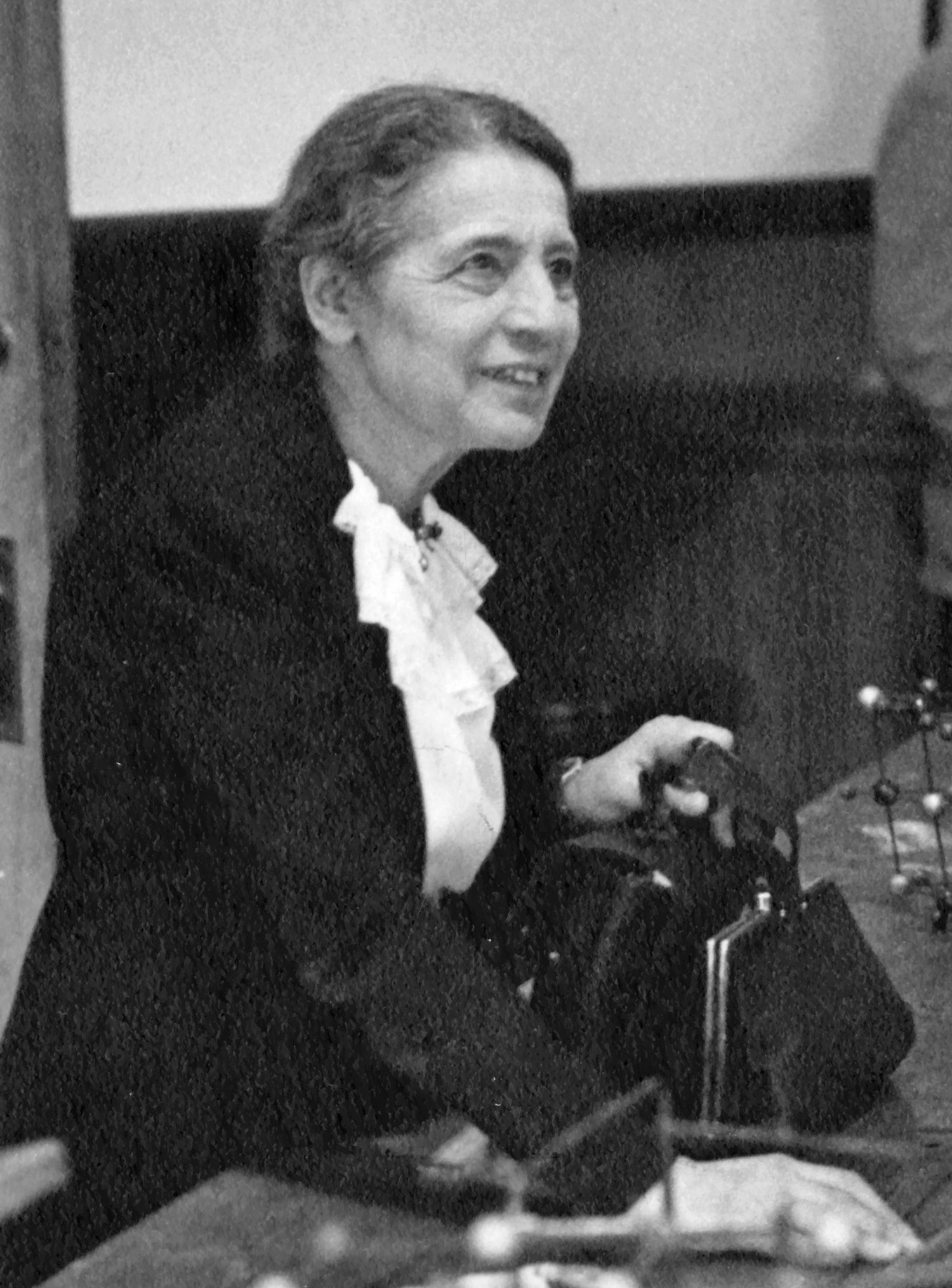
Lise Meitnerová
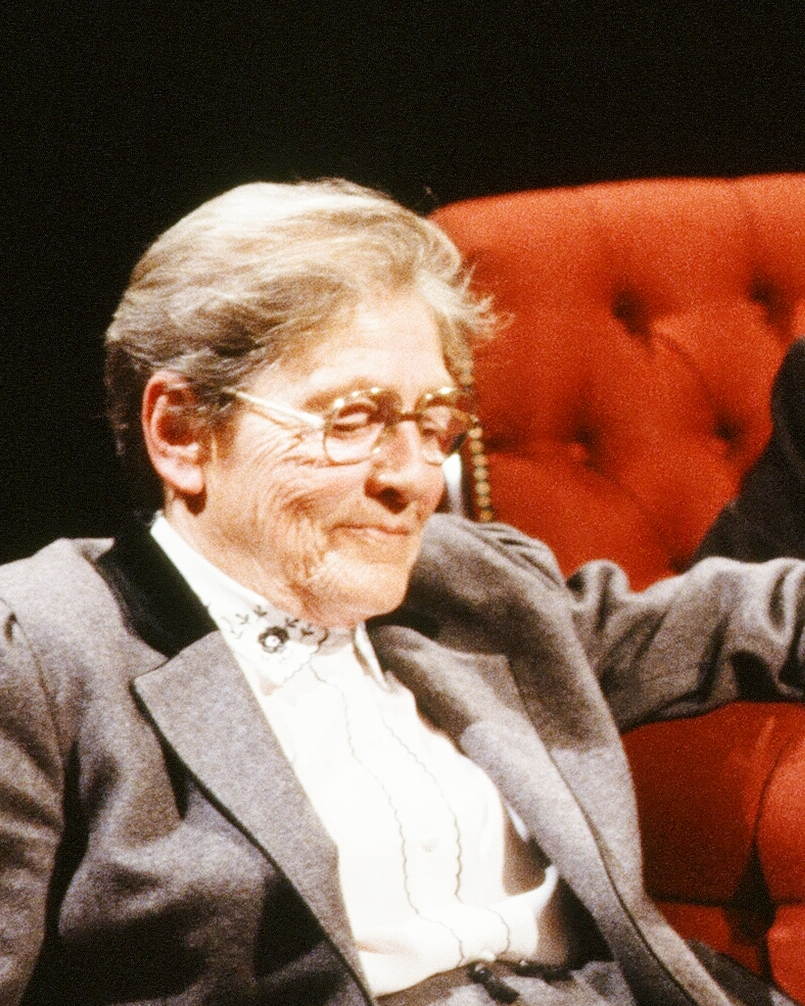
Marie Jahodová
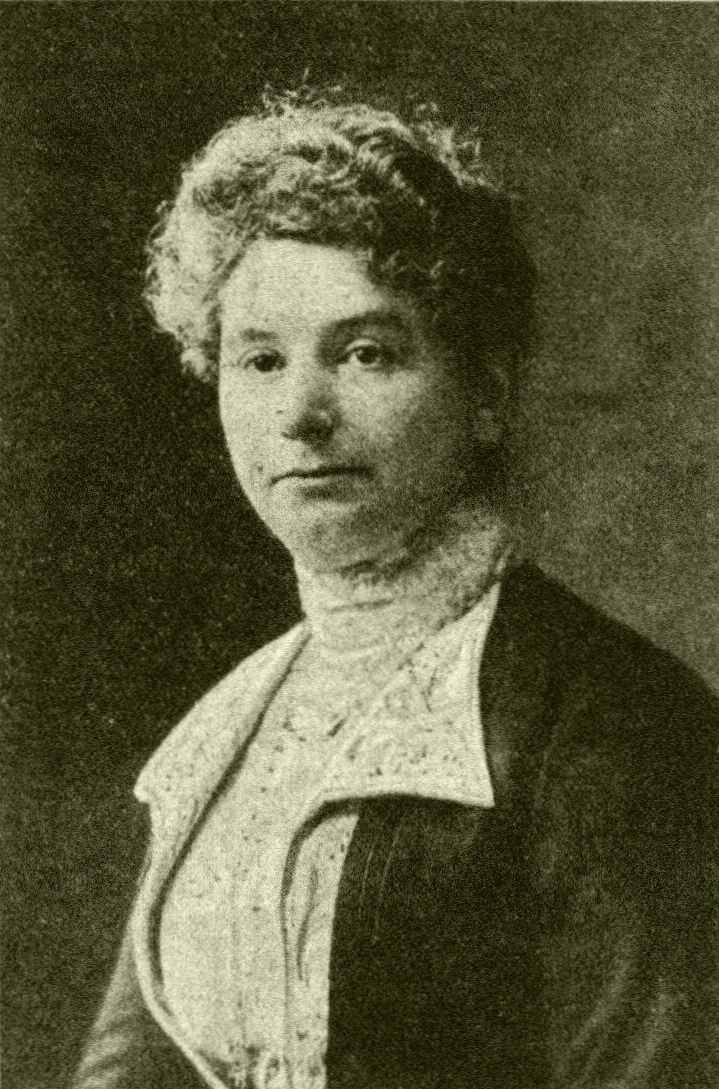
Elise Richter
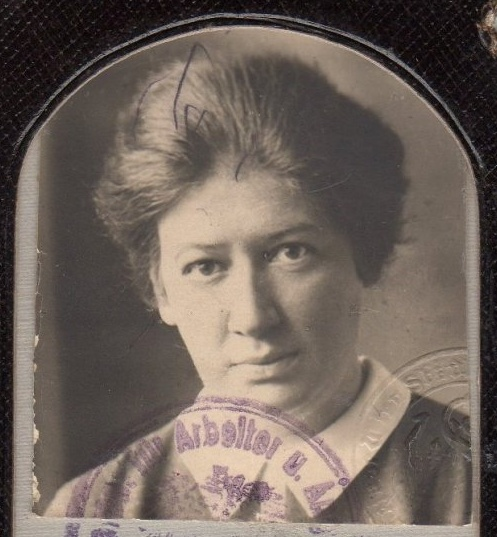
Käthe Leichter

### Cesta na veřejnost a do politiky: Ženská hnutí kolem roku 1900
- Marianne Hainisch, zakladatelka ženského hnutí (1839–1936)
- Auguste Fickert, učitelka, bojovnice za práva žen, sociální reformátorka (1855–1910)
- Hildegard Burjan, sociální politička a zakladatelka společenství Caritas Socialis (1883–1933)
- Irma von Troll-Borostyáni, spisovatelka a bojovnice za práva žen (1847–1912)

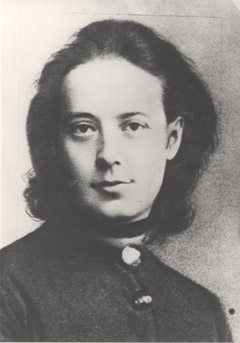
Marianne Hainisch
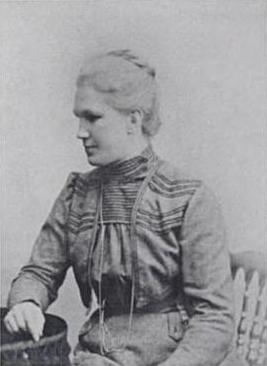
Auguste Fickert
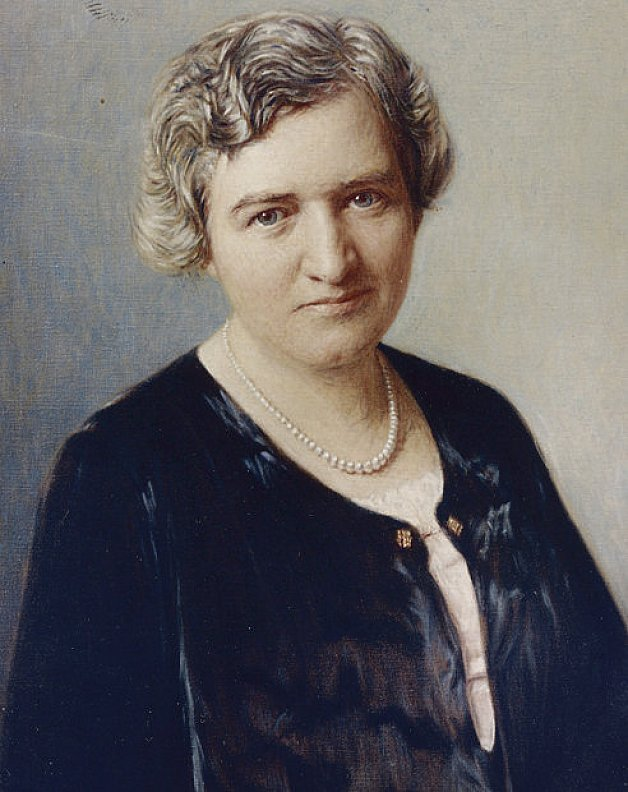
Hildegard Burjan
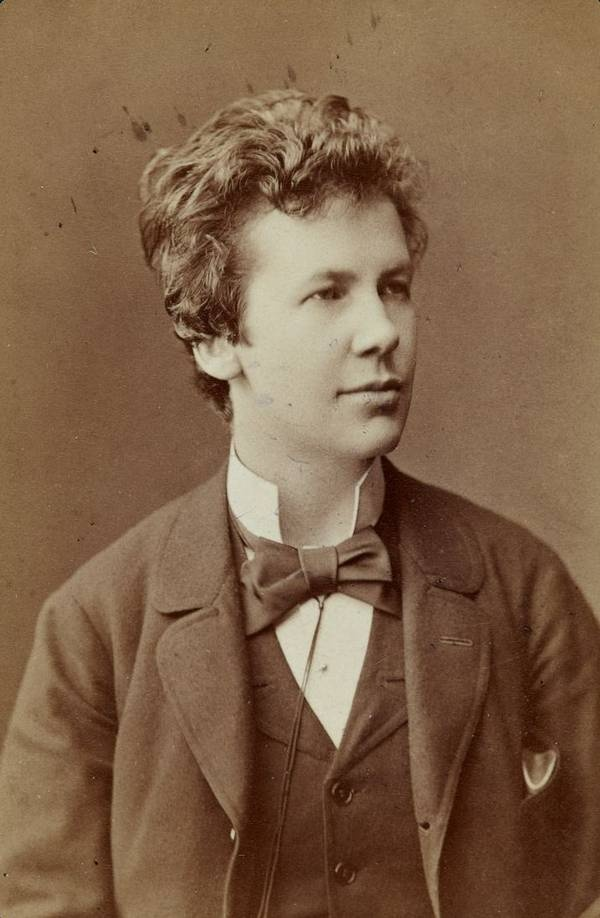
Irma von Troll-Borostyáni

### Za lidskost a proti válce: Odboj v temných časech
- Irene Harand, Světové hnutí proti rasové nenávisti a lidskému utrpení, držitelka ocenění „Spravedlivý mezi národy“ (1900–1975)
- Margarete Schütte-Lihotzky, architektka (1897–2000)
- Sestra Maria Restituta, účastnice odboje (1894–1943)
- Dorothea Neffová, herečka, držitelka ocenění „Spravedlivý mezi národy“ (1903–1986)
- Ella Lingens, lékařka, držitelka ocenění „Spravedlivý mezi národy“ (1908–2002)

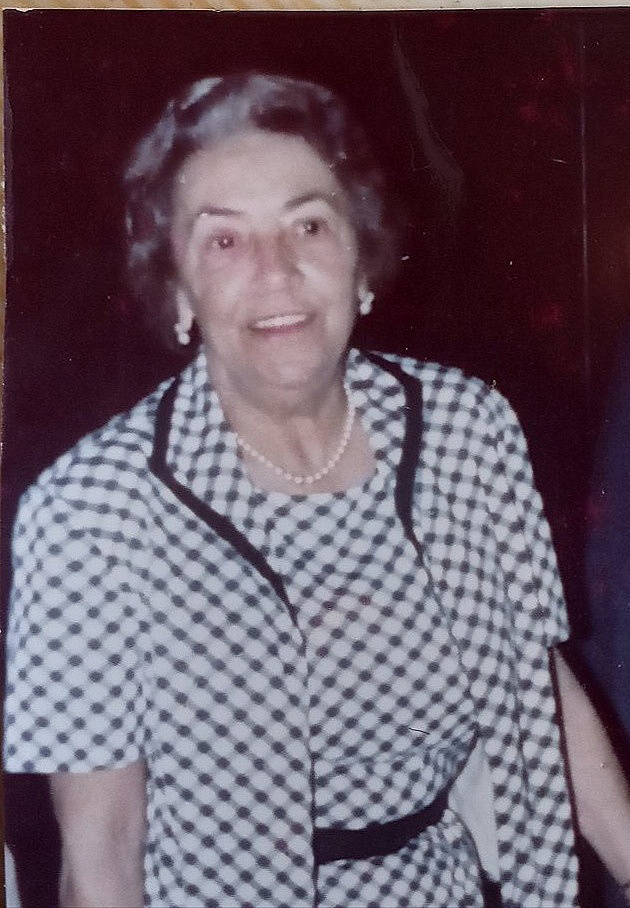
Irene Harand
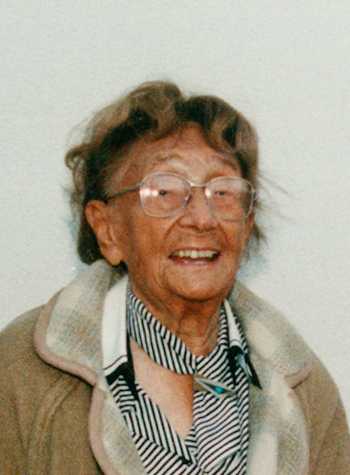
Margarete Schütte-Lihotzky
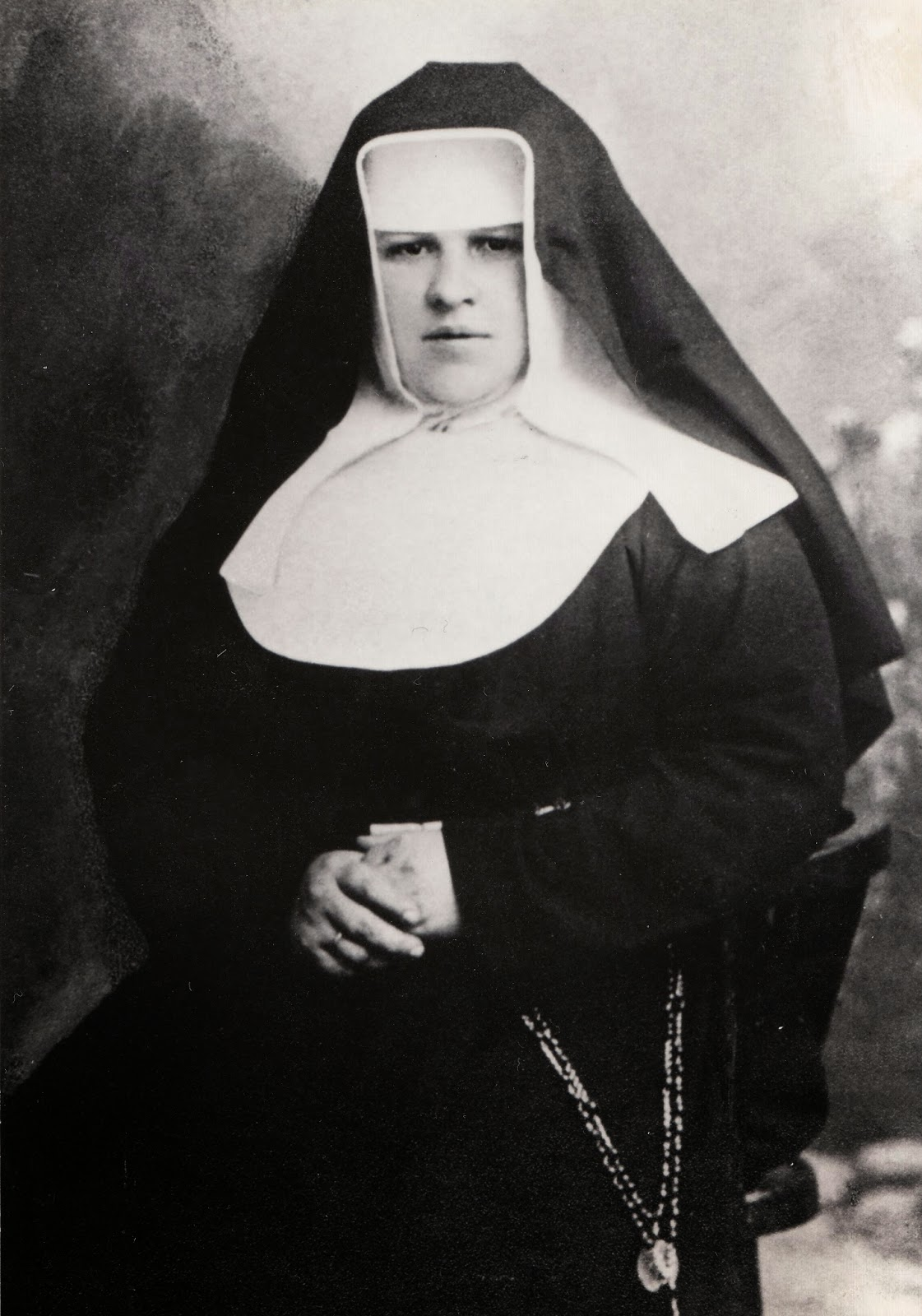
Sestra Maria Restituta
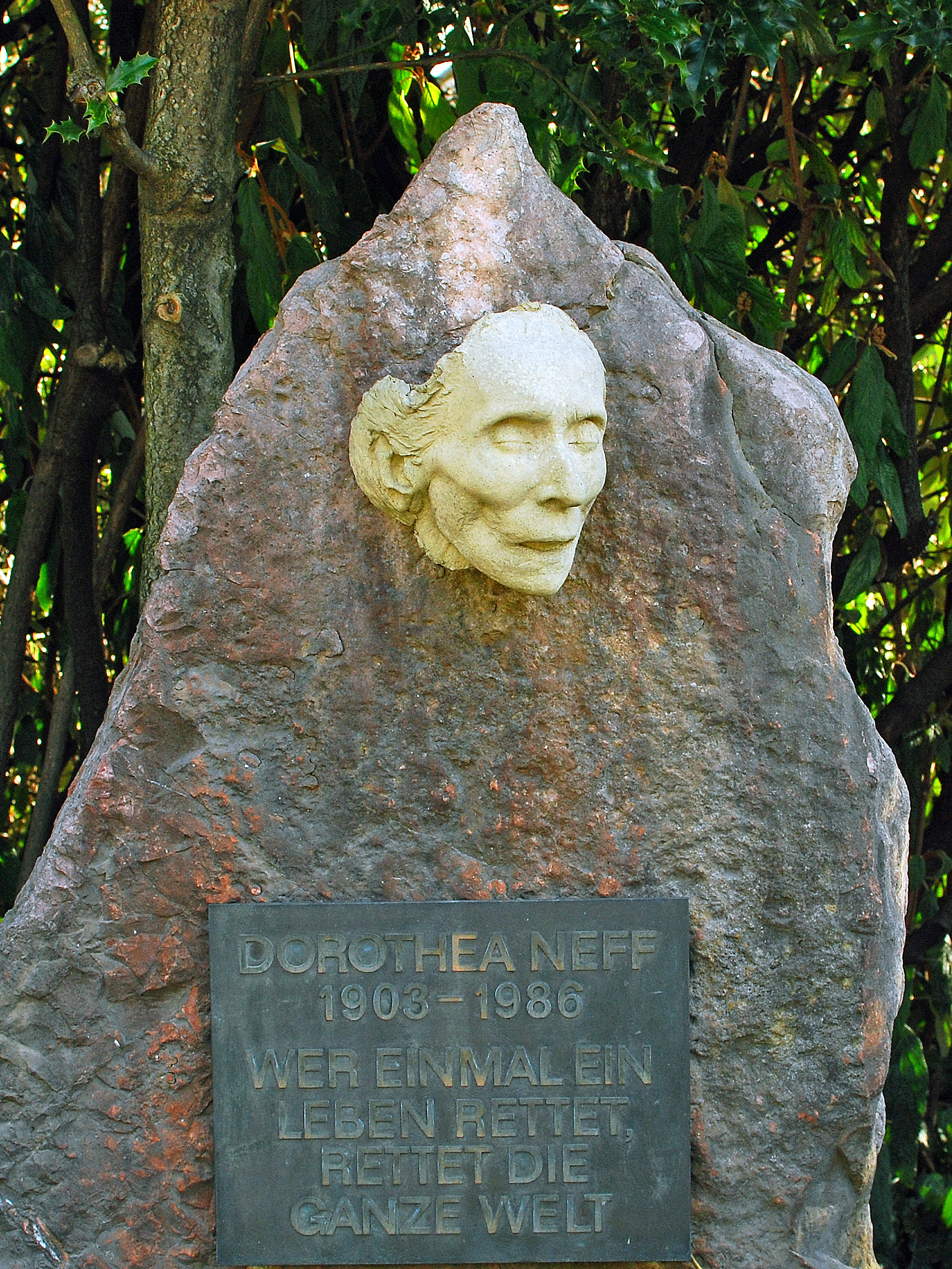
Náhrobek Dorothey Neffové

### Po druhé světové válce: Exil, návrat nebo nový začátek
- Marietta Blau, jaderná fyzička (1894–1970)
- Stella Kadmon, divadelní ředitelka (1902–1989)
- Hilde Spiel, spisovatelka (1911–1990)
- Minna Lachs, pedagožka (1907–1993)
- Mira Lobe, spisovatelka (1913–1995)

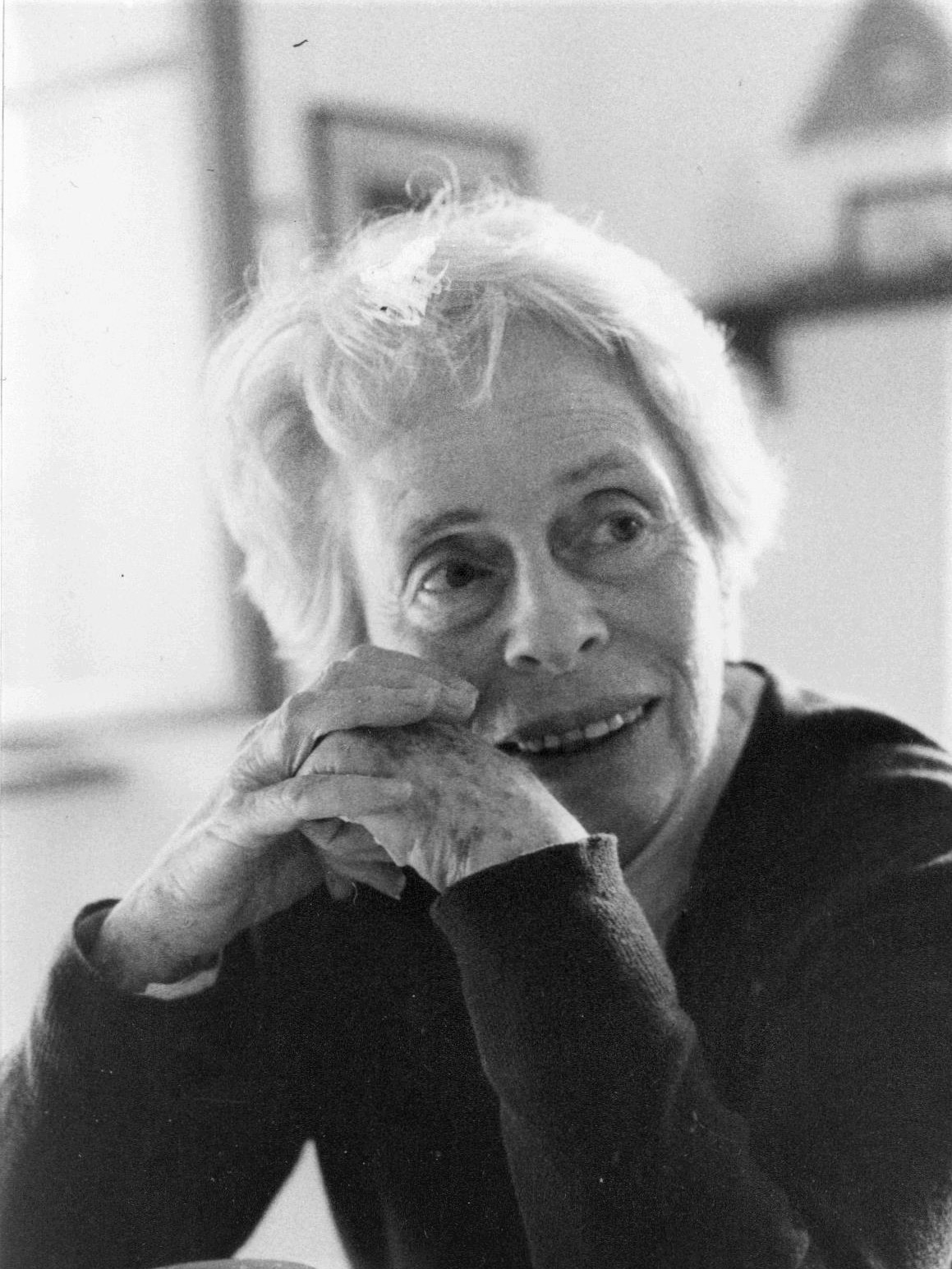
Mira Lobe

### „Můj záměr: přijít!“: Ženy spisovatelky
- Ingeborg Bachmannová, spisovatelka (1926–1973)
- Ilse Aichingerová, spisovatelka (1921–2016)
- Marlen Haushofer, spisovatelka (1920–1970)
- Christine Lavant, spisovatelka (1915–1973)
- Marie von Ebner-Eschenbachová, spisovatelka (1830–1916)

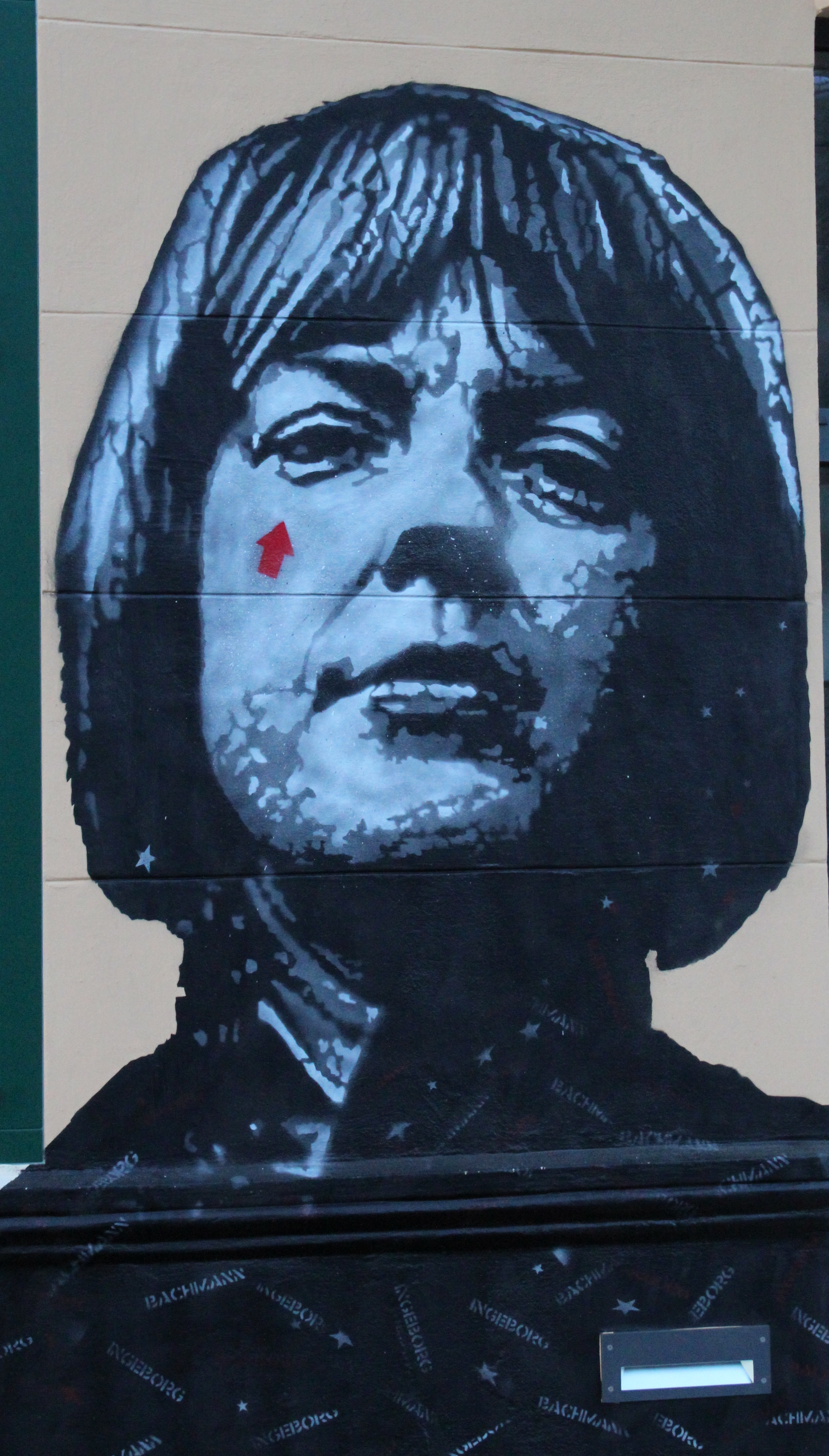
Ingeborg Bachmann
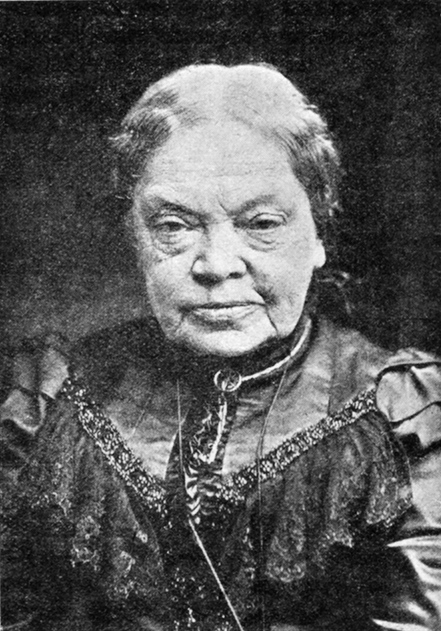
Marie Ebner Eschenbach

### Nové sebevědomí: Silné ženy dobývají svět
- Maria Lassnigová, výtvarnice (1919–2014)
- Freda Meissner-Blau, ekologická aktivistka a politička (1927–2015)
- Maria Schaumayer, ekonomka a politička (1931–2013)
- Valie Export, umělkyně (* 1940)
- Elfriede Jelineková, spisovatelka (* 1946)
- Olga Neuwirth, hudební skladatelka (* 1968)

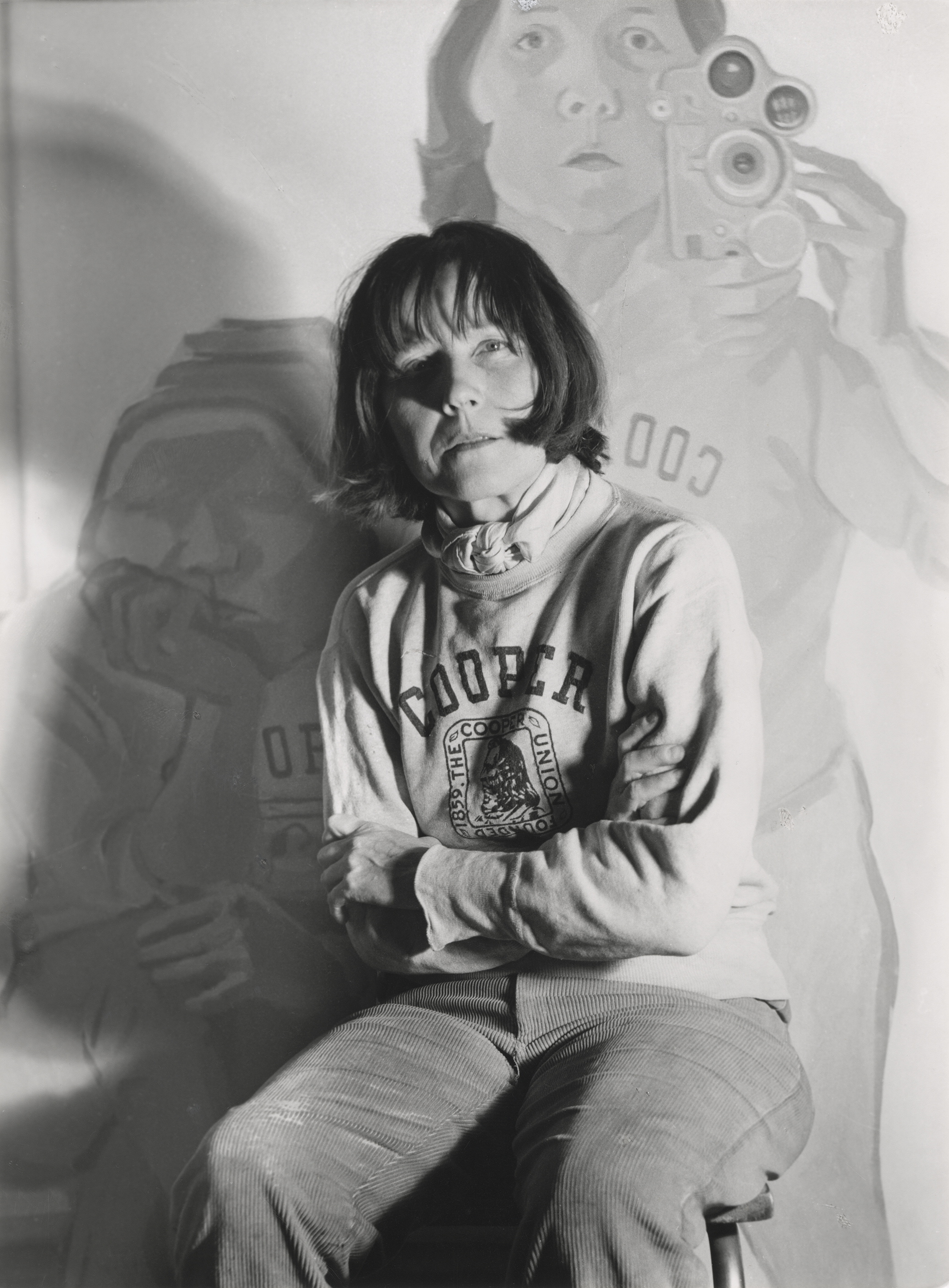
Maria Lassnigová
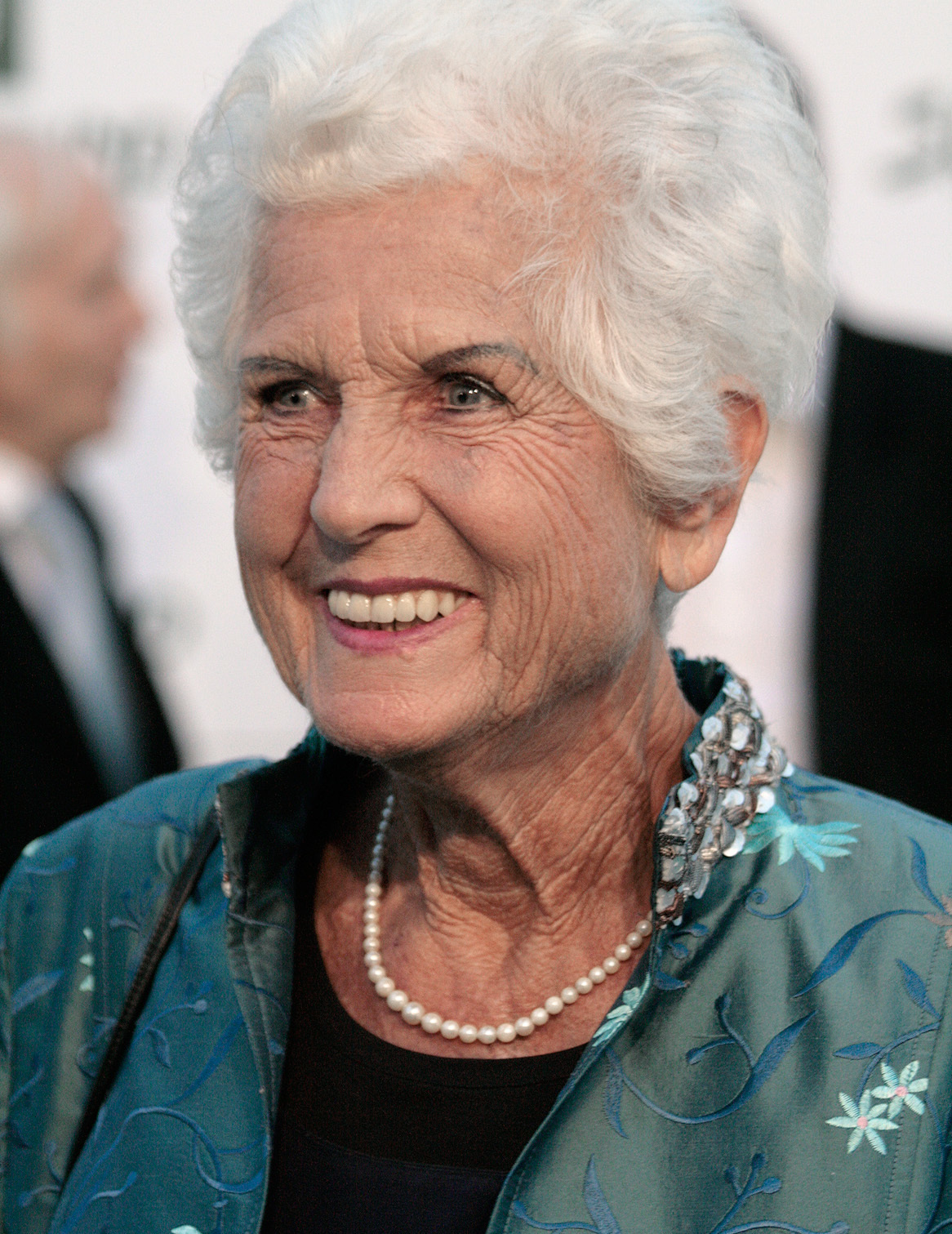
Freda Meissner-Blau
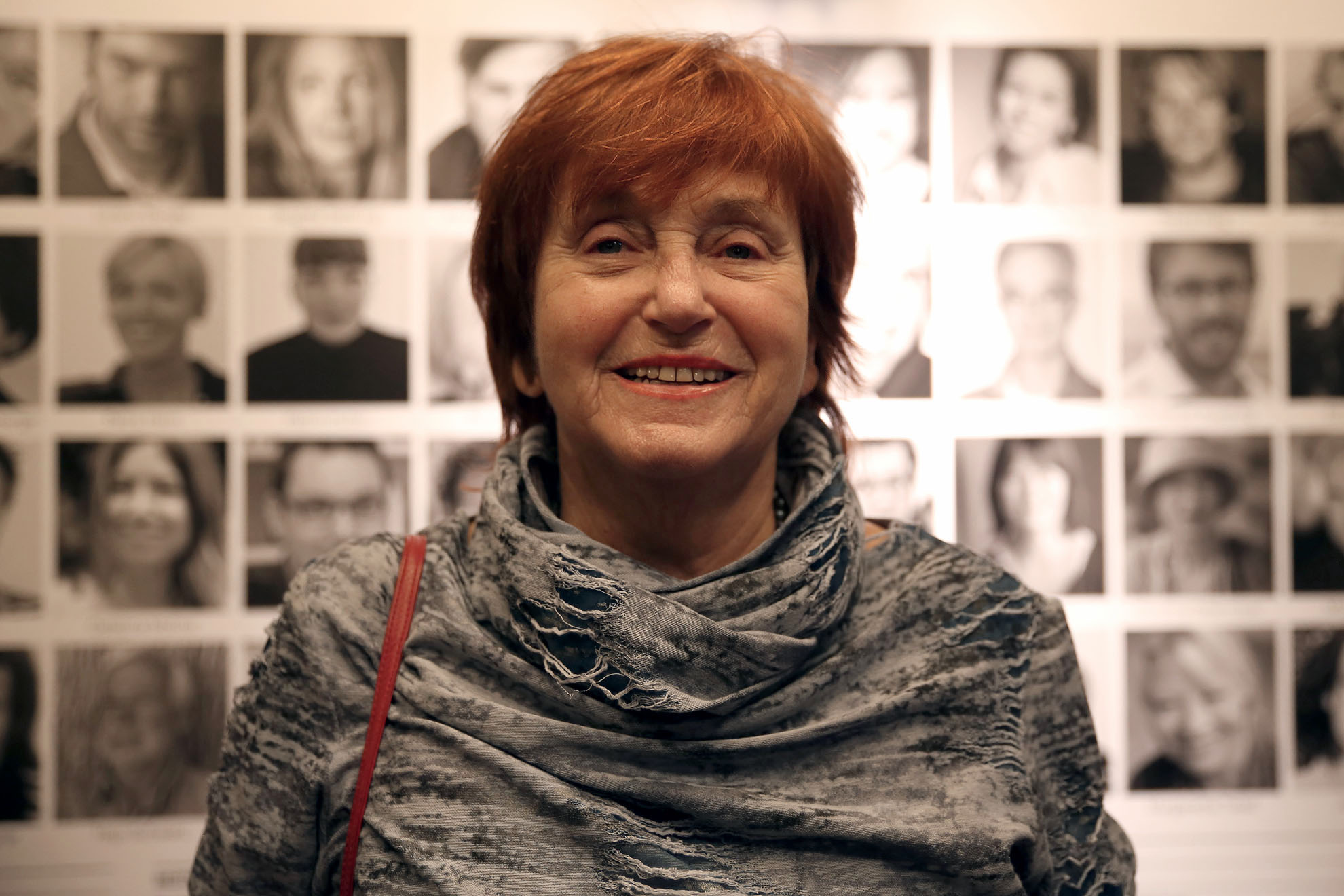
Valie Export
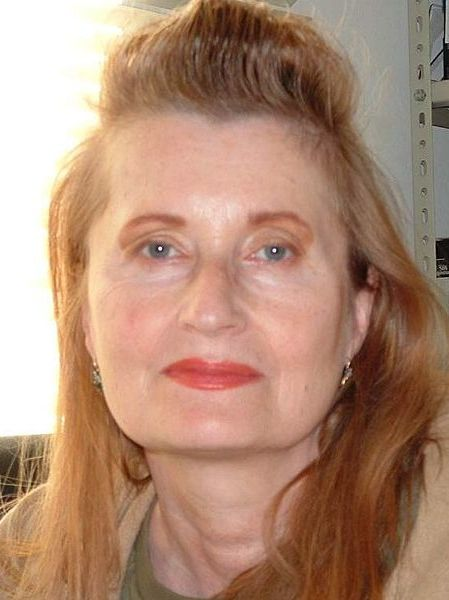
Elfriede Jelineková